# Fischertaler Bach
| Zuläufe und Bauwerke \| Fischertaler Bach \| Fischertaler Bach \| Fischertaler Bach \| \| ------------------------------ \| ----------------- \| ----------------- \| \| Legende \| \| \| \| Wuppertal \| \| Wuppertal \| \| \| \| \| \| \| \| \| \| \| \| \| \| \| \| \| \| \| \| \| \| \| \| \| \| \| \| \| \| \| \| \| \| \| \| \| \| \| \| \| \| Bahnstrecke Elberfeld–Dortmund \| \| \| \| Bundesstraße 7 \| \| \| \| Wupper \| \| \| |  |           |
| Fischertaler Bach |  |           |
| Legende |  |           |
| Wuppertal |  | Wuppertal |
| |  |           |
| |  |           |
| |  |           |
| |  |           |
| |  |           |
| |  |           |
| |  |           |
| |  |           |
| |  |           |
| |  |           |
| Bahnstrecke Elberfeld–Dortmund |  |           |
| Bundesstraße 7 |  |           |
| Wupper |  |           |

Der Fischertaler Bach ist ein 1,254 km langer Bach in dem Wuppertaler Stadtbezirk Barmen. Der Bach, ein Zufluss der Wupper, ist gleichzeitig Namensgeber für eine Straße namens Fischertal.

## Etymologie
Der etymologische Ursprung des Fischertaler Bachs kommt von der Familie Fischer. Der Baumwollfabrikant und Bankier Johann Wilhelm Fischer (1779–1845) siedelte sich mit seiner Familie dort an. Seine Familie finanzierte 1847 mit der Stadt den Bau des unbefestigten Fußwegs zu einer Straße. Seitdem tragen die Straße, das Tal und der Bach den Namen der Familie.
Ein älterer Name lautete Klever Bach. Der Name leitet sich von der 1466 erstmals erwähnten Hofschaft Kleff an der Mündung des Bachs in die Wupper ab; heute heißt die Ortslage Cleff. Der Fußweg wurde nach der ansässigen Familie Reuter „Reuters Kleverweg“ genannt.

## Topografie
Der Bach entspringt in rund 319 Meter über NN rund 20 Meter westlich einer Lichtung im Barmer Wald und fließt dann in nördlicher Richtung talwärts. Oberhalb eines Tennisplatzes schwenkt der Bach in nordöstlicher Richtung ab. Hier am Gelände des Tennisplatzes befand sich der Gutshof Fischertal mit einem Steinbruch. Später stand hier bis zum Zweiten Weltkrieg die Meierei Fischertal.
Nach rund 350 Metern ab Quelle unterquert der Bach die Obere Lichtenplatzer Straße in nördlicher Richtung und stößt weitere 30 Meter auf die Straße Fischertal, die sich in einer Serpentine zu der Obere Lichtenplatzer Straße hoch windet. Hier ist der Bach auch gut von der Straße zu sehen, die durch ein bewaldetes Gelände führt.
Nach rund 480 Meter ab Quelle läuft der Bach verrohrt unter der Straße Fischertal weiter, die im weiteren Verlauf mit Wohnhäusern dich bebaut ist. Der Fischertaler Bach tritt auch nicht mehr an die Oberfläche und mündet genau unter der Verkehrskreuzung Alter Markt in rund 156 Meter über NN.

## Der Bach als historische Grenzlinie
Entlang dem Bach verlief im Mittelalter die Grenze des kurkölnischen (später märkischen) Kirchspiels Schwelm, die es vom bergischen Kirchspiel Elberfeld trennte. Zugleich schied diese Grenze das Dekanat Lüdenscheid vom Dekanat Deutz sowie die beiden Gogerichtsbezirke Schwelm und Elberfeld. Diese Grenze besteht heute noch in der Trennlinie zwischen Oberbarmen und Unterbarmen (Niederbarmen). Diese Grenze war im Spätmittelalter durch eine Landwehr gesichert, die von Horath über Hatzfeld, entlang den Bächen Leimbach und Fischertaler Bach und über den Scharpenacker Berg an Laaken vorbei bis zur Burg Beyenburg verlief.